# Bezdomovectví žen
Žena bez domova neboli bezdomovkyně je člověk ženského pohlaví, který nemá domov či možnost dlouhodobě využívat nějaké ubytování. Termín bezdomovectví pak označuje způsob života této osoby a existenci tohoto jevu. Bezdomovectví je nejvíce patrné v chudších a odlehlejších částech velkoměst a většinou je spolu s dalšími negativními faktory doprovázeno sociální izolovaností a psychickým strádáním.
Na ulici, ve statistikách a službách pro lidi bez přístřeší vidíme spíše muže. Situace bezdomovce je doménou mužů. Převážně co se týče zjevného bezdomovectví. Ženy jsou ve většině případů počítány mezi skrytou část bezdomovecké populace. Vysvětlení, proč je ženské bezdomovectví více skryté než zjevné, najdeme v tom, že ženy ohrožené akutní chudobou a nouzí svůj propad na ulici často oddalují, například setrváváním v násilných a nevyhovujících vztazích, přespáváním u známých či přátel nebo vytvářením účelových krátkodobých vztahů. Svou roli hrají také důvody spojené s mateřstvím, péčí o dítě, stigmatizací a kritičtějším náhledem společnosti na ženy, které selhaly. Na základě údajů Českého statistického úřadu ze sčítání lidu z roku 2011 bylo v České republice 11 496 lidí bez domova a z toho bylo 21,5 % žen.
V Česku se ženám bez domova věnuje organizace Jako doma.

## Příčiny bezdomovectví žen
Bezdomovectví žen bývá způsobeno více faktory či událostmi. Ztráta domova či bydlení je ve většině případů výsledkem kombinace více příčin například: domácí a jiné formy násilí, chudoba, traumatická změna v průběhu života jako je například úmrtí dítěte či partnera, absence dostupného a bezpečného bydlení, věková a genderová diskriminace na trhu práce, drogová či alkoholová závislost, rodinná historie sociálního vyloučení, vážné psychiatrické onemocnění.

## Specifika žen bez domova žijících na ulici
Pro ženu znamená prostředí ulice větší nebezpečí než pro muže. Ženy jsou díky svým tělesným dispozicím vystavované častějším útokům fyzického, sexuálního a verbálního násilí ze strany mužů. Jsou více zranitelné a mají nižší ekonomickou sílu. Žena také nese břímě péče nebo neschopnosti péče o dítě.

### Rizika žen žijících bez domova na ulici
Pokud se žena ocitne na ulici jako bezdomovkyně, mezi bezdomovci může narazit na muže, který jí sice nabídne ochranu, ale na oplátku může vyžadovat sexuální uspokojení. Také může narazit na muže, který sexuální uspokojení na oplátku ochrany nevyžaduje. V tomto vztahu dává žena muži pocit důležitosti a uplatnění. Ochranitelské potřeby k ženám mají i sociální pracovníci z hlediska ženina možného těhotenství, protože ženy většinou svůj způsob života nemění a tím ohrožují život dítěte. V tomto případě to pro ženu není komplikace, ale výhoda, kterou ženy často zneužívají.

### Těhotenství, nová role ženy jako matky
V průběhu těhotenství žena obvykle nemění svůj životní styl a ohrožuje plod zneužíváním návykových látek. Nejdůležitější rozhodnutí však pro ženu čeká po porodu. Na rozdíl od mužů, kteří ani nemusejí vědět, že se stali otcem, na ženě matce čeká po porodu těžké rozhodnutí, zda se o své dítě dokáže postarat a vychovat ho. V tomto velkém rozhodování hraje důležitou roli doba kontaktu matky s dítětem a také postoj partnera, pokud nějaký je.

## Specifika sociálních služeb pro ženy
Ženy bez domova často pociťují obavy z navštěvování center pomoci lidem bez přístřeší, protože se cítí ohrožené početní převahou mužů. Pokud však nějakou sociální službu již navštěvují, tak její nabídku využívají více. Více komunikují se sociálním pracovníkem, využívají více služeb psychologa nebo i lékaře. Bezdomovkyně mají více sebekázně, lépe se adaptují a jsou solidárnější než muži bezdomovci. V sociální práci s rizikovými ženami a dívkami jsou mnohá tabu, kterým se zatím nevěnovalo dostatek pozornosti. Je to například kriminalita, pohlavně přenosné choroby, drogové a jiné závislosti.bezdomovectví. Tato neviditelnost se projevuje v nastavení služeb, které jsou určeny spíše pro muže než pro ženy. Proto má většina sociálních služeb pro ženy malou kapacitu a z toho důvodu jsou často přeplněné a pořadníky jsou dlouhé.

### Sociální služby pro ženy v České republice
Ženy bez domova na ulici mohou využívat těchto služeb:
- nízkoprahová denní centra – poskytují ambulantní, popřípadě terénní služby pro osoby bez přístřeší,
- noclehárny pro ženy – poskytují ambulantní služby osobám bez přístřeší, které mají zájem o využití hygienického zařízení a přenocování,
- azylové domy pro ženy – poskytují pobytové služby na přechodnou dobu osobám v nepříznivé sociální situaci spojené se ztrátou bydlení,
- domy na půli cesty – poskytují pobytové služby zpravidla pro osoby do 26 let věku, které po dosažení zletilosti opouštějí školská zařízení pro výkon ústavní nebo ochranné výchovy, popřípadě pro osoby z jiných zařízení pro péči o děti a mládež, a pro osoby, které jsou propuštěny z výkonu trestu odnětí svobody nebo ochranné léčby.[4]

Pokud je žena matkou a má dítě v péči, může využít služeb domova pro matky s dětmi.

## Další podpůrné projekty
- Nejdřív bydlení – projekty pomáhající nejdříve sehnat byt.